# 번!
번!(Burn!, Queimada)은 이탈리아에서 제작된 길로 폰테코르보 감독의 1969년 드라마 영화이다. 말론 브란도 등이 주연으로 출연하였고 알베르토 그리말디 등이 제작에 참여하였다.
19세기 소앤틸리스 제도에 있는 가상의 포르투갈령 섬 케이마다(Queimada, ‘불에 탄’)를 배경으로 하고 있다.

## 출연

### 주연
- 말론 브란도
- 에바리스토 마르케스

### 조연
- 노만 힐
- 레나토 살바토리
- 데이너 지아
- 발레리아 페란 워나니
- 지암피에로 알베르티니
- 토머스 라이온스

## 제작진
- 미술: 세르지오 카네바리
- 의상: 마릴루 카르테니